# 꿈비
주식회사 꿈비는 대한민국의 유아용품 전문 기업이다.

## 개요
사명인 꿈비는 꿈꾸는 베이비의 줄임말이다.

## 사업
GGUMBI, LICOCO, Organic ground 등의 브랜드를 전개하며 독일의 유아가구 업체인 고이터의 브랜드 총판 및 베트남 G7 커피 유통을 하고 있다. 2025년 유아용품 쇼핑몰 '에르모어'를 인수하였다.

## 논란
2023년 2월 코스닥시장 상장을 통해 100억원을 조달했는데, 4개월 만에 일반 공모 유상증자로 200억의 대규모 자금 조달에 나서자 비판이 있었다.